# Wobischův mlýn
Wobischův mlýn (Horní) v Dubnici v okrese Česká Lípa je zaniklý vodní mlýn, který stál na Dubnickém potoce. V letech 1958–1991 byl chráněn jako nemovitá kulturní památka České republiky.

## Historie
Mlýn podle kroniky obce Dubnice pocházel ze 16. století: „Nejdéle provozované řemeslo v historicky nejstarší budově Dubnice představuje "horní" mlýn mlynáře Wobische. Byl postaven v 16. století na nejužším místě pod kostelním vrškem ještě před vznikem cesty od kostela dolů do vesnice. Pravděpodobně se tak stalo už před rozdělením strážského panství v roce 1544.“
V roce 1694 je na mlýně uváděn Georg Wobisch jako vrchnostenský stárek. Roku 1752 koupil mlýn Anton Wobisch, v jehož rodině zůstal až do svého zániku ve 2. polovině 20. století. Od konce 18. století vlastnil rod Wobischů oba mlýny v Dubnici - horní i dolní čp. 222.
V roce 1900 prošel mlýn důkladnou renovací masivní přístavby u zadního průčelí, přičemž byla zachována původní vrstva trámů. V roce 1907 prodal Karl Wobisch dolní mlýn.
Po zrušení památkové ochrany k 29. květnu 1991 byl mlýn zbořen a na jeho místě rozšířena místní silnice.

## Popis
Obdélná roubená budova měla převislou sedlovou střechu její štít byl ozdobně pobíjený různobarevnou břidlicí. Stropy trámové. Mlýn byl vystavěn ve stráni a ze silnice je patrový; pod přízemím se nacházela zděná mlýnice.
Voda na vodní kolo vedla náhonem a odtokovým kanálem se vracela zpět do potoka. V roce 1930 měl mlýn 1 Francisovu turbínu (spád 6 m, výkon 4,8 HP).